# Матвієнко Валентина Іванівна
Валентина Іванівна Матвієнко, до шлюбу Тютіна (нар. 7 квітня 1949, Шепетівка, Хмельницька область, Українська РСР)  — радянська і російська політична діячка та дипломатка українського походження. Голова Ради Федерації Федеральних Зборів РФ з 21 вересня 2011 року.
Заступниця Голови Уряду РФ (1998—2003). Губернатор і голова Уряду Санкт-Петербурга (2003—2011). Член бюро Вищої ради партії «Єдина Росія». Повний кавалер ордена «За заслуги перед Вітчизною».
Почесний громадянин Санкт-Петербурга (2017). Почесний громадянин Кисловодська (2019).
Позбавлена державних нагород України та інших форм відзначення, заборонено в'їзд на територію України відповідно до рішення Ради національної безпеки і оборони України від 2 травня 2018 року.

## Біографія
Народилася 7 квітня 1949 року в Шепетівці Хмельницької області. Батько — Іван Тютін, з Мокшанського району Пензенської області, мати — Ірина Бублєй. Валентина Матвієнко до 18 років жила і навчалася в УРСР.
- 1966 — закінчила середню школу зі срібною медаллю, у 1967 — з червоним дипломом — Черкаське медичне училище.
- У 1972 році закінчила Ленінградський хіміко-фармацевтичний інститут.
- 1972—1977 — завідувачка відділу, секретарка, перша секретарка Петроградського райкому ВЛКСМ, Ленінград.
- 1977—1984 — секретарка, друга секретарка, перша секретарка Ленінградського обкому ВЛКСМ.
- 1984—1986 — перша секретарка Красногвардійського райкому КПРС.
- 1985 — закінчила Академію суспільних наук при ЦК КПРС.
- 1986—1989 — заступниця голови виконкому Ленінградської міської Ради народних депутатів з питань культури та освіти.
- 1989—1990 — народна депутатка СРСР від Союзу радянських жінок, голова комітету ВР СРСР у справах жінок, охорони сім'ї, материнства та дитинства.
- 1991 — закінчила курси удосконалення керівних дипломатичних працівників при Дипломатичній академії МЗС СРСР.
- 1991 — посол СРСР на Мальті.
- 1992—1994 — посол РФ на Мальті.
- 1994—1995 — посол із надзвичайних доручень МЗС Росії.
- 1995—1997 — директор Департаменту МЗС Росії по зв'язках із суб'єктами Федерації, парламентом і громадськими організаціями.
- 1995—1997 — член колегії МЗС Росії.
- Жовтень 1997 року — вересень 1998 року — посол Росії в Греції.
- Вересень 1998 року — березень 2003 року — заступниця голови уряду РФ.
- З 19 березня 2003 року — представниця президента Росії у Північно-Західному федеральному окрузі.
- 5 жовтня 2003 року перемогла на виборах на пост губернатора Санкт-Петербурга.
- 31 серпня 2011 року увійшла до складу Ради Федерації, 21 вересня була обрана на пост Голови Ради Федерації.
- З 22 вересня 2011 року — постійний член Ради безпеки РФ[4].
- З 11 липня 2012 року — член Державної ради РФ[5].
- 1 березня 2014 року публічно підтримала у Раді Федерації розміщення російських військ в Україні.[6]
- У червні 2018 року активно підтримала законопроєкт про підвищення віку виходу на пенсію, особливо підкреслюючи актуальність даної міри[7].
- У липні 2018 року Матвієнко запропонувала провести реформу ФСВП.
- Після обрання 8 вересня 2019 року губернатором Санкт-Петербурга Олександра Беглова, він делегував Матвієнко до Ради Федерації від уряду Санкт-Петербурга.
- 25 вересня 2019 року обрано втретє на посаду голови Ради Федерації. Альтернативних кандидатур при голосуванні не було.

7 листопада 2023 року Валентина Матвієнко запропонувала створити «міністерство щастя». Воно нібито повинно давати оцінку, наскільки той чи інший закон робитиме росіян щасливими.
«Я мрію… Навіть пропонувала: створімо у Росії міністерство щастя. Те відомство, через яке проходитимуть всі рішення і закони на предмет того, чи робить це людей щасливішими», — заявила Матвієнко.

## Санкції

Країни, у яких Матвієнко потрапила під санкції

Згідно з рішенням Шепетівської міської ради та громади міста від 2 березня 2014 року Матвієнко занесена на дошку ганьби міста під номером один (Рада Федерації РФ під її головуванням дала дозвіл Володимиру Путіну на введення російських військ на територію України)
За публічну підтримку введення військ на територію суверенної країни, заклики про порушення автономії та демократичного ладу суверенної країни на Валентину Матвієнко накладено ряд санкційних обмежень.
6 квітня 2022 року Валентина Матвієнко додана до санкційного списку США.
За дії щодо анексії Криму до Матвієнко застосовані санкції ЄС — їй заборонено в'їзд до країн Євросоюзу та заморожені всі активи на його території. 13 березня 2023 Валентина Матвієнко додана до сайнкційного списку Євросоюзу.

## Звання та нагороди
- Дипломатичний ранг: посол Росії (1997)
- Лауреатка Всеукраїнської премії «Жінка III тисячоліття» в номінації «Знакова постать» (2009).
- Дійсна державна радниця Санкт-Петербурга 1 класу.
- Орден Святого апостола Андрія Первозванного (28 березня 2019) — за визначні заслуги перед Батьківщиною та багаторічну плідну державну діяльність.[16]
- Герой праці Російської Федерації (7 квітня 2024) — за особливі трудові заслуги перед державою та народом[16]

22 листопада 2024 року позбавлена державних нагород України та інших форм відзначення згідно з Указом Президента. 

### Знання мов

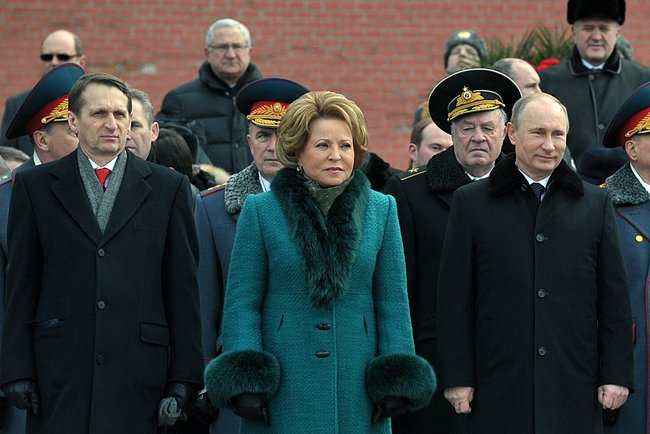
Олександрівський сад. Москва. Покладання вінка до могили Невідомого солдата 23 лютого 2013

Крім російської, володіє українською, німецькою й англійською мовами.